# Beaumont Ø
Beaumont Ø är en ö i Grönland (Kungariket Danmark). Den ligger i den norra delen av Grönland. Ön saknar växtlighet.